# La Tête de maman
Pour plus de détails, voir Fiche technique et Distribution.
La Tête de Maman est un film français réalisé par Carine Tardieu, sorti en 2007. Kad Merad, Karin Viard et Pascal Elbé se partagent l'écran aux côtés de la jeune Chloé Coulloud. La chanteuse et comédienne Jane Birkin participe également au projet.

## Synopsis
Lulu, adolescente de 15 ans, fan inconditionnelle de Jane Birkin, rencontre quelques difficultés relationnelles avec sa mère, Juliette. Cette dernière n'est pas épanouie et semble avoir perdu depuis bien longtemps le goût des choses. La seule passion que lui connaît Lulu est le contenu de ses intestins...
Mais Lulu tombe alors sur des photos et un vieux film de sa mère, souriante, aux côtés de son amour de jeunesse, Jacques. Elle se lance en quête du sourire de sa mère et cherche cet homme qui de nombreuses années auparavant était parvenu à la rendre heureuse.

## Fiche technique
- Titre : La Tête de Maman
- Réalisation : Carine Tardieu
- Scénario : Michel Leclerc
- Langue originale : français
- SOFICA : Cofinova 3
- Société de distribution : UGC
- Genre : comédie dramatique
- Pays d'origine :  France
- Durée : 95 minutes
- Date de sortie : 28 mars 2007

## Distribution
- Karin Viard : Juliette « Juju » Gotchac
- Chloé Coulloud : Lucille « Lulu » Gotchac
- Kad Merad : Jacques Charlot
- Pascal Elbé : Antoine Gotchac
- Jane Birkin : Jane
- Sarah Cohen-Hadria : Clara
- Arthur Ligerot : Simon
- Suzy Falk : Mamie
- Jérôme Kircher : Frédéric « Fred » Pénéard
- Nanou Garcia : Louisa
- Danièle Hugues : l'herboriste
- Abbes Zahmani : Docteur Malik Kasmi
- Christophe Rossignon : Christophe, le patron du café Au Zoo Minéral
- Alexandre Fogelmann : Jacques Charlot jeune
- Jan Hammenecker : l'homme à Lavours
- Lise Lamétrie : une invitée

## Anecdotes
- Carine Tardieu s'est inspirée de sa propre vie pour créer les personnages de Lulu, Juliette et Jacques.
- Dans la vie, Chloé Coulloud ressemble beaucoup à son personnage dans le film[évasif].
- Le producteur, Christophe Rossignon, tient le rôle d'un patron de café dans le film.